# Hévíz
Hévíz é uma cidade da Hungria, situada no condado de Zala. Tem 8,3 km² de área e sua população em 2019 foi estimada em 4.634 habitantes.